# 奈迈什海泰什
奈迈什海泰什，是匈牙利佐洛州所辖的一个村，总面积6.61平方公里，总人口306，人口密度46.3人/平方公里（2010年1月1日）。